# Dissolução do Sacro Império Romano-Germânico
A Dissolução do Sacro Império Romano ocorreu em 6 de agosto de 1806, quando o último Sacro Imperador Romano-Germânico, Francisco II da Casa de Habsburgo-Lorena, abdicou de seu título e liberou todos os estados e súditos imperiais de seus juramentos e obrigações para com o império. Desde a Idade Média, o Sacro Império Romano-Germânico foi reconhecido pelos europeus ocidentais como a continuação legítima do antigo Império Romano, devido aos seus imperadores terem sido proclamados imperadores romanos pelo papado. Por meio desse legado romano, os Sacro Imperadores alegavam ser monarcas universais cuja jurisdição se estendia além das fronteiras formais de seu império para toda a Europa cristã e além. O declínio do Sacro Império Romano foi um processo longo e prolongado que durou séculos. A formação dos primeiros estados territoriais soberanos modernos nos séculos XVI e XVII, que trouxe consigo a ideia de que a jurisdição correspondia ao território realmente governado, ameaçou a natureza universal do Sacro Império Romano.
O Sacro Império Romano, na época do século XVIII, era amplamente considerado pelos contemporâneos, tanto dentro quanto fora do império, como uma monarquia altamente "irregular" e "doente", com uma forma "incomum" de governo. O império não tinha um exército central permanente nem um tesouro central, e seus monarcas, formalmente eletivos e não hereditários, não podiam exercer um controle central eficaz. Mesmo assim, a maioria dos contemporâneos acreditava que o império poderia ser revivido e modernizado. O Sacro Império Romano finalmente começou seu verdadeiro declínio terminal durante e após seu envolvimento nas Guerras Revolucionárias Francesas e nas Guerras Napoleônicas.
Embora o império tenha se defendido muito bem inicialmente, a guerra com a França e Napoleão foi catastrófica. Em 1804, Napoleão proclamou-se Imperador dos Franceses, ao que Francisco II respondeu proclamando-se Imperador da Áustria, além de já ser o Sacro Imperador Romano, uma tentativa de manter a paridade entre a França e a Áustria, ao mesmo tempo em que ilustrava que o título do Sacro Império Romano superava ambos. A derrota da Áustria na Batalha de Austerlitz em dezembro de 1805 e a secessão de um grande número de vassalos alemães de Francisco II em julho de 1806 para formar a Confederação do Reno, um estado satélite francês, efetivamente significaram o fim do Sacro Império Romano. A abdicação em agosto de 1806, combinada com a dissolução de toda a hierarquia imperial e suas instituições, foi vista como necessária para evitar a possibilidade de Napoleão se proclamar Sacro Imperador Romano, algo que teria reduzido Francisco II a vassalo de Napoleão.
As reações à dissolução do império variaram da indiferença ao desespero. A população de Viena, capital da monarquia dos Habsburgos, ficou horrorizada com a perda do império. Muitos dos antigos súditos de Francisco II questionaram a legalidade de suas ações; embora sua abdicação tenha sido considerada perfeitamente legal, a dissolução do império e a libertação de todos os seus vassalos foram vistas como algo além da autoridade do imperador. Por isso, muitos dos príncipes e súditos do império se recusaram a aceitar que o império havia acabado, com alguns plebeus chegando ao ponto de acreditar que a notícia de sua dissolução era uma conspiração de suas autoridades locais. Na Alemanha, a dissolução foi amplamente comparada à antiga e semilendária Queda de Troia e alguns associaram o fim do que consideravam ser o Império Romano com o fim dos tempos e o apocalipse.

## Antecedentes

### Ideologia do Sacro Império Romano

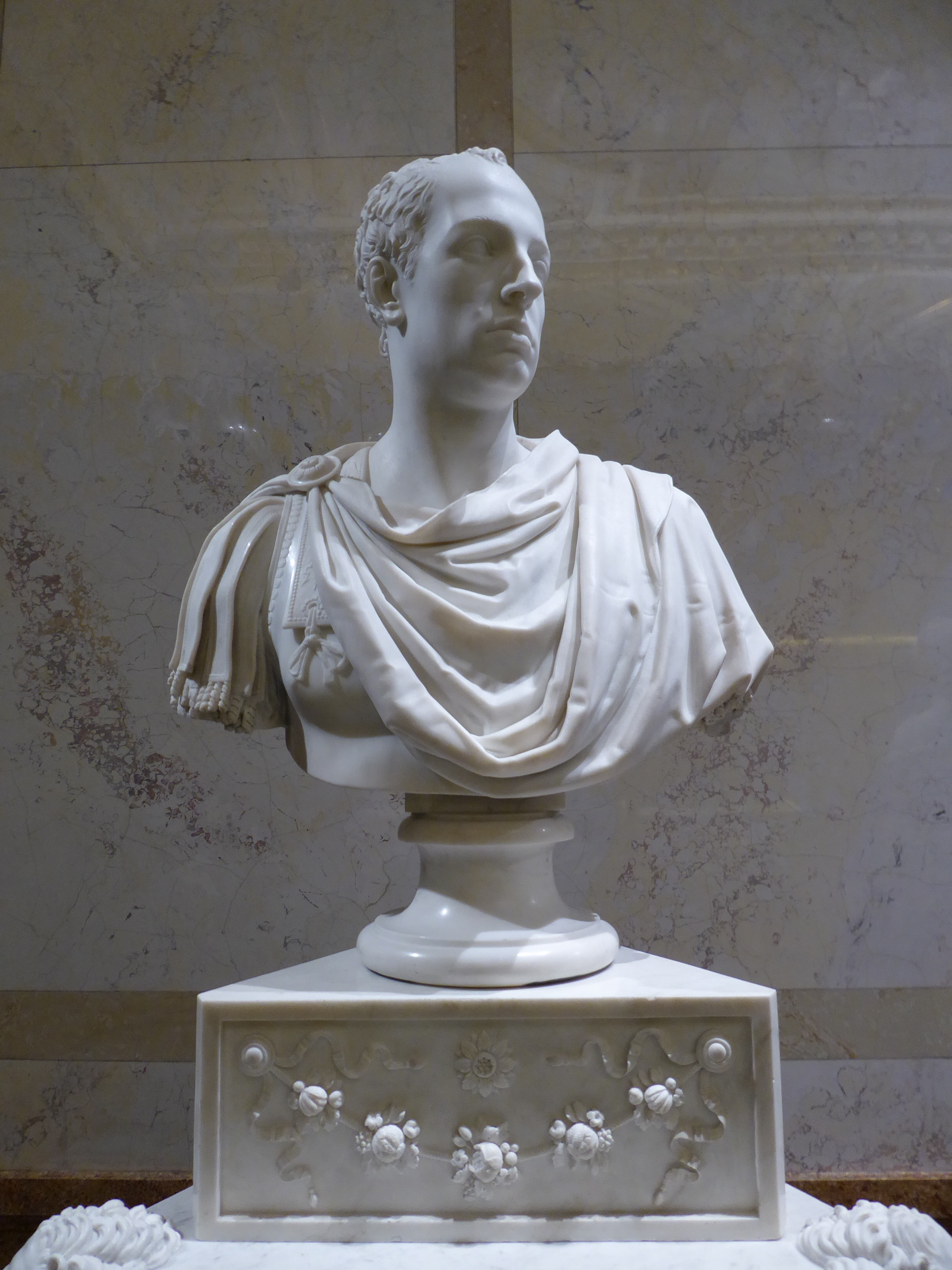
Busto de mármore do último imperador do Sacro Império Romano, Francisco II, em um estilo inspirado nos antigos bustos de mármore da Roma Antiga

A característica definidora do Sacro Império Romano era a ideia de que o Sacro Imperador Romano representava o principal monarca na Europa e que seu império era a única continuação verdadeira do Império Romano da Antiguidade, por meio da proclamação dos papas em Roma. Era a firme convicção dos seus imperadores de que eram os únicos imperadores genuínos na Europa e, embora tivessem reconhecido formalmente os sultões do Império Otomano como imperadores em 1606 e os governantes da Rússia como imperadores em 1721, esses reconhecimentos estavam condicionados ao facto de o Sacro Imperador Romano ser sempre preeminente.  A preeminência do imperador era uma expressão da ideia de que o Sacro Império Romano, teoricamente, se estendia sobre todos os cristãos de maneira universal. Como o império nunca governou toda a Europa cristã, essa ideia sempre foi um ideal e não uma realidade, e o status romano do império nunca foi aceito pelos imperadores romanos no Oriente, em Constantinopla (Bizâncio). A autoridade imperial não se baseava nas terras da coroa do próprio imperador (embora houvesse grandes terras da coroa nos séculos XVIII e XIX), mas no papel do imperador como o mais alto governante secular do mundo e um defensor e defensor da Igreja Católica. A ausência de uma capital definida e de terras da coroa consistentes reforçou a ideia de que o título imperial era universal, uma vez que não estava necessariamente associado a nenhuma área. 
Ao longo de sua longa existência, o Sacro Império Romano foi um elemento central nas relações internacionais na Europa, não apenas porque o império em si era frequentemente um dos mais poderosos do continente, mas também por causa do próprio imperador. Como os Sacro Imperadores Romanos eram os herdeiros internacionalmente reconhecidos dos antigos imperadores romanos e dos principais governantes cristãos, eles reivindicavam (e muitas vezes lhes era concedida) precedência sobre outros governantes.
Embora os imperadores fossem formalmente intitulados "Imperador Romano Eleito" desde 1508, quando o Imperador Maximiliano I assumiu o título sem a necessidade de uma coroação papal, o caráter universalista do império foi sustentado pela autoridade feudal do imperador, estendendo-se além das instituições que haviam sido desenvolvidas dentro das fronteiras imperiais formais. Territórios imperiais mantidos por governantes de outros reinos permaneceram vassalos imperiais. Por exemplo, os reis da Suécia e da Dinamarca aceitaram a vassalagem em relação às suas terras alemãs até 1806, quando essas terras foram formalmente incorporadas aos seus reinos.  A Reforma do século XVI tornou a gestão do império mais difícil e tornou seu papel como "sagrado" questionável. Apesar do luteranismo e do calvinismo terem sido tolerados a partir de 1555 e 1648, respectivamente, o catolicismo continuou sendo a única fé reconhecida. Mesmo assim, a Igreja Imperial diminuiu a partir do século XVI, com alguns territórios eclesiásticos secularizados ou sempre governados pela mesma família. A natureza "sagrada" do império tornou-se ainda mais questionável quando a possibilidade de paz permanente com o Império Otomano, amplamente visto como o inimigo mortal da Europa cristã, foi aceite através da Paz de Karlowitz de 1699. 
Tanto o papado como o Sacro Império Romano continuaram a reivindicar os seus direitos tradicionais de jurisdição universal no início do período moderno, que era seu direito exercer jurisdição em todo o mundo, mesmo que não tivessem controlo de facto sobre territórios específicos.  Juntamente com o papado, o Sacro Império Romano representava o centro reconhecido do mundo cristão e um dos pilares sobre os quais ele se apoiava. Foi sempre a sua influência e o seu lugar na ordem mundial reconhecida que deram ao Sacro Império Romano o seu verdadeiro poder, e não a extensão real dos seus domínios territoriais.  O governo duplo do papa e do imperador foi efetivamente encerrado na Paz de Vestfália, na conclusão da Guerra dos Trinta Anos em 1648, quando o império foi separado do papado para sempre. O papado não desempenhou nenhum papel nas negociações e, aos olhos do Papa Inocêncio X, a paz destruiu a conexão entre o papa e o imperador que mantinha a Europa unida desde a época de Carlos Magno, oito séculos antes. Onde as disputas internacionais entre os governantes da Europa eram anteriormente resolvidas e mediadas pelo papa e/ou imperador, o século XVII viu o verdadeiro surgimento do sistema moderno de relações internacionais e diplomacia. 
Uma das maiores ameaças à jurisdição universal tradicional (e teórica) concedida ao Sacro Imperador Romano e ao papa em todo o mundo cristão foi o surgimento de estados territoriais soberanos modernos nos séculos XVI e XVII, o que significou o surgimento da ideia de que a jurisdição era a mesma coisa que o controlo directo do território.  Para os governantes dos estados territoriais, tanto o papado como o Sacro Império Romano representavam “antagonistas universais”, alegando que a jurisdição sobre todo o mundo era deles por direito, através da sua ligação à Roma Antiga e do seu papel como representantes terrestres de Jesus Cristo.  Os reis que reivindicavam a sua própria soberania, livres do império, faziam-no no papel de rex in regno suo, um governante que poderia exercer os poderes legais de um imperador (como monarca absoluto) dentro das fronteiras de seu próprio território devido aos imperadores não terem protegido seu povo de inimigos estrangeiros.  Imperadores ambiciosos, como Carlos V ( r. 1519–1556) e Fernando II (r. 1619–1637), que procurou combinar a jurisdição universal com o verdadeiro governo temporal universal e a autoridade imperial universal, representava ameaças à existência continuada dos países da Europa.  Carlos V foi o último Sacro Imperador Romano a ser coroado por um papa e, como tal, o último a ser formalmente proclamado como protetor da igreja, um papel desconsiderado por muitos de seus sucessores. 

### O Sacro Império no século XVIII

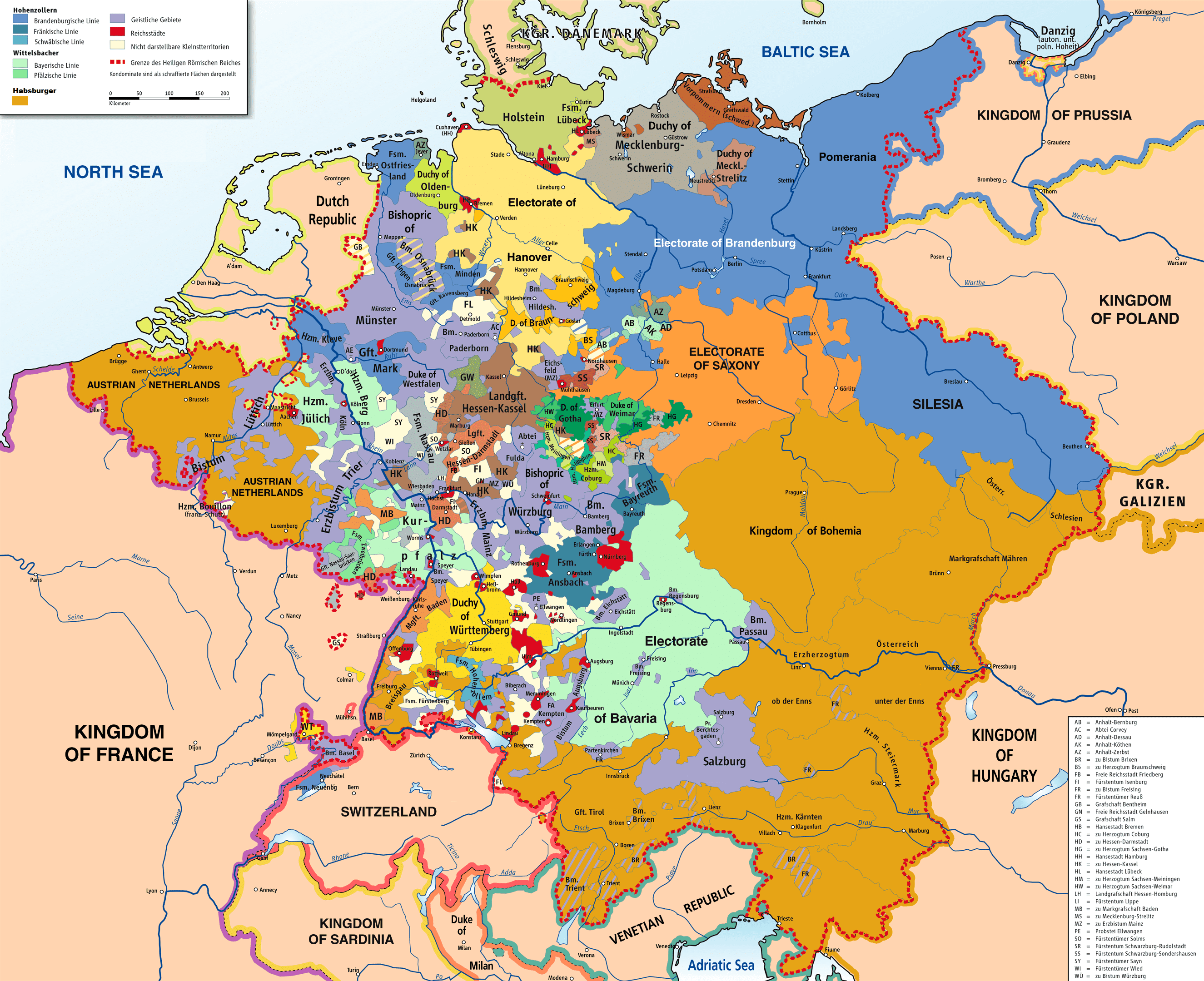
O Sacro Império Romano e suas subdivisões internas e vassalos em 1789

No século XVIII, as visões contemporâneas do Sacro Império Romano estavam longe de ser universalmente positivas. Havia uma ideia generalizada de que o império estava "doente" de alguma forma, por exemplo, o livreiro e editor Johann Heinrich Zedler menciona as "doenças de estado do Sacro Império Romano" em seu Grosses Universal-Lexicon de 1745. Esta visão remonta pelo menos à Paz de Vestfália, onde o império foi explicitamente definido como não sendo um estado-nação. 
O historiador do século XVII Samuel von Pufendorf descreveu o império como tendo uma "forma incomum de governo" e ridicularizou-o como uma "monstruosidade", sem o que era necessário para um estado eficaz e funcional. A ausência de um exército permanente, de um tesouro central e de um fraco controle central exercido por um monarca eletivo e não hereditário contribuíram para a ideia de que não havia um estado alemão unificado. Na opinião dos seus contemporâneos, o império tinha regredido de uma monarquia “regular” para uma monarquia altamente irregular.  O império foi preservado principalmente por meio de um sistema de autoequilíbrio que envolvia não apenas os próprios vassalos imperiais, mas também estados por toda a Europa. Já no século XVIII, os governantes de todo o continente tinham pensado que um estado alemão unitário poderia tornar-se a maior potência da Europa e que era do interesse de praticamente todos manter a Europa Central "suave". 
Embora alguns românticos e nacionalistas alemães argumentassem que o império teria que morrer para que a Alemanha renascesse, um grande número de súditos imperiais não havia perdido a esperança de que o império "doente" pudesse ser curado e revivido. Os primeiros anos do século XIX testemunharam grandes reorganizações e mudanças de poder dentro do império, com a Paz de Lunéville de 1801 com a França, significando o fim da jurisdição imperial no sul dos Países Baixos e na Itália, e a ascensão de poderosos governantes alemães no norte, como os reis da Prússia, causando a consolidação de muitos vassalos e feudos imperiais anteriormente separados nas mãos de alguns governantes. A hierarquia política tradicional do império foi interrompida, mas não era óbvio para os contemporâneos que isso levaria à queda do império; a visão geral era que representava um novo começo e não os últimos passos em direção ao fim.  Além disso, muitos publicistas dentro do império não viam sua natureza como uma monarquia "irregular" como algo negativo e não estavam preocupados em formar uma nova ordem política ou social, mas buscavam aumentar as estruturas já presentes para criar um futuro melhor. A Paz de Vestfália designou explicitamente que o império permaneceria não alinhado e passivo e que trabalharia para manter a paz na Europa, um acordo aprovado pela maioria dos seus habitantes. 
Ao longo do século XVIII, os governantes do Sacro Império Romano, a dinastia dos Habsburgos, negligenciaram um pouco seu papel imperial. Embora o Imperador Leopoldo I (r. 1658–1705) trabalhou no fortalecimento do império e na promoção dos seus interesses,  entre outras coisas, prosseguindo uma política cultural muito apreciada e guerreando com sucesso contra os otomanos,  seus filhos e sucessores José I (r. 1705–1711) e Carlos VI ( r. 1711–1740) dedicaram mais esforços aos interesses de sua própria dinastia do que aos interesses do império em geral. Em 1705, os deveres e responsabilidades diplomáticas foram transferidos da Chancelaria Imperial para a Chancelaria da Corte em Viena. Após a morte de Carlos VI, sua filha Maria Teresa herdou a maioria de seus títulos, mas não a coroa imperial, já que uma mulher não era elegível para a eleição imperial e, portanto, foi para seu rival Carlos VII. Quando o título imperial foi concedido ao seu marido, o imperador Francisco I ( r. 1745–1765), ela caiu na gargalhada quando o viu em suas vestes de coroação imperial, considerando sua coroação como "Kasperltheater". O filho e sucessor de Maria Teresa e Francisco I, José II ( r. 1765–1790), foi ainda mais radical em seu desrespeito ao império. Em 1778, José II ponderou abdicar do título imperial e em 1784, quando esperava trocar suas terras na Bélgica, os Países Baixos Austríacos, pelo Eleitorado da Baviera, ele considerou abrir mão do título imperial e concedê-lo ao Eleitor da Baviera, Carlos Teodoro, como parte do acordo.  O império não estava necessariamente condenado devido ao desinteresse dos Habsburgos; em tempos em que os imperadores desconsideravam o império maior, os vassalos imperiais mais poderosos geralmente tomavam medidas para fortalecer a unidade alemã entre os príncipes imperiais. 
Apesar da ideia generalizada de que o Sacro Império Romano estava "doente", o império não estava em declínio terminal antes de seu envolvimento nas Guerras Revolucionárias Francesas, a partir da década de 1790. No século XVIII, as instituições imperiais estavam vivenciando algo semelhante a um renascimento. O império representava a garantia mais segura e melhor para os direitos de estados e territórios menores numa época em que a Europa estava começando a ser dominada por poderosos estados-nação imperiais. Devido ao fraco governo central, os territórios constituintes do império podiam influenciar os seus próprios destinos, o Reichstag central decidia a política e a legislação e permitia que o império coordenasse a sua resposta à ameaça representada pela França e as duas cortes supremas imperiais separadas e os círculos imperiais representavam locais bem-sucedidos para a resolução de conflitos intra-imperiais.  O Reichstag também funcionava como um lugar onde os príncipes imperiais mais fracos podiam trabalhar para convencer os seus homólogos mais poderosos a permanecerem em paz e a resolverem as suas diferenças. 

## Guerras com a França e Napoleão

### Esforço de guerra austríaco e respostas

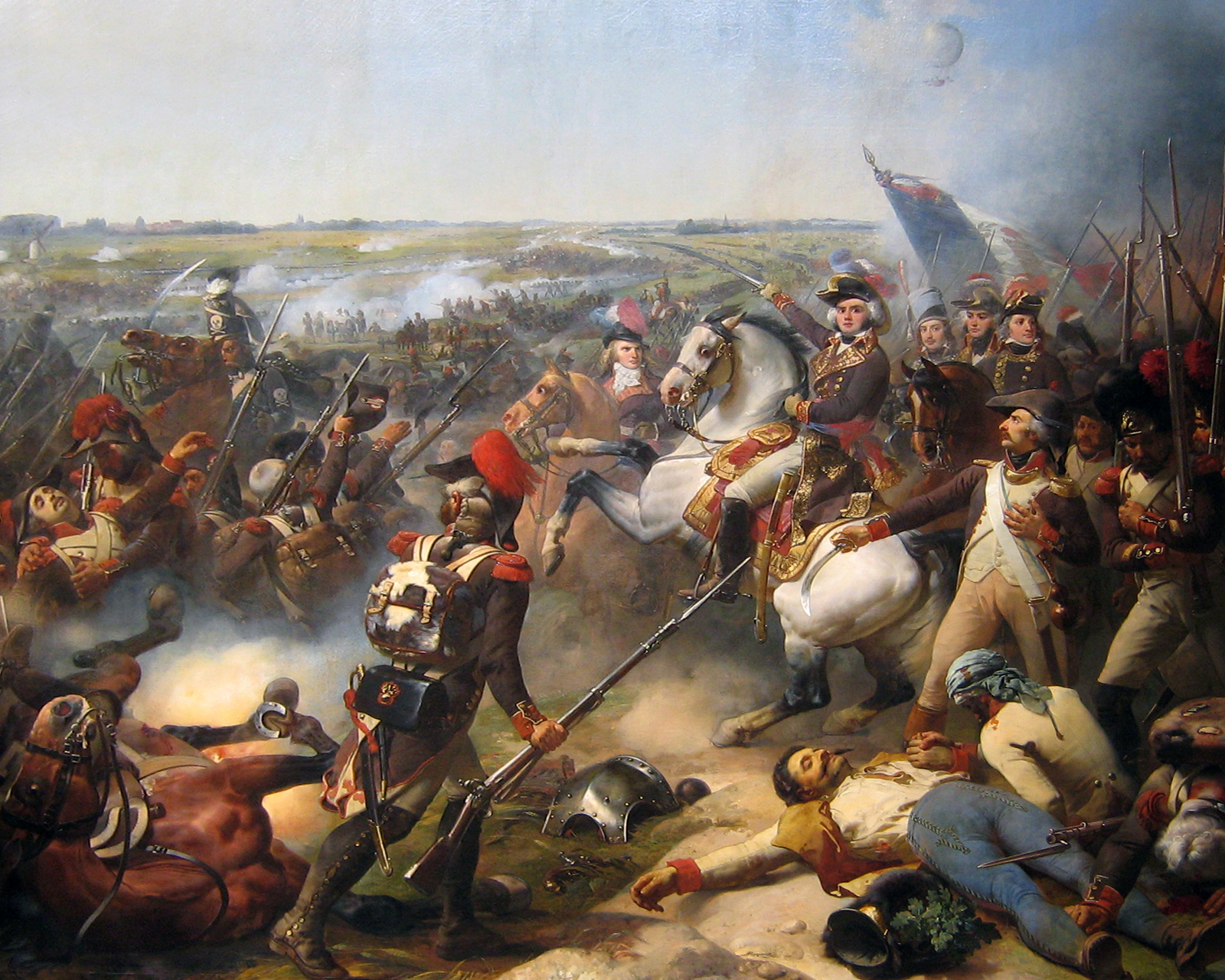
Batalha de Fleurus (1794), pintado em 1837 por Jean-Baptiste Mauzaisse

Embora as forças da Primeira República Francesa tenham invadido e ocupado os Países Baixos Austríacos em 1792, o Sacro Império Romano se defendeu muito bem até que a Prússia abandonou o esforço de guerra para concentrar sua atenção em seus territórios poloneses (supervisionando a Segunda e Terceira Partições da Polônia), levando seus recursos e seu poderoso exército com ele.  Apesar das crescentes dificuldades do império diante das guerras com a França, não houve agitação popular em larga escala dentro de suas fronteiras. Em vez disso, a explicação para o fim do Sacro Império Romano está no âmbito da alta política. A derrota do império nas Guerras Revolucionárias foi o passo mais decisivo no enfraquecimento gradual do império.  O conflito entre a França e o Sacro Império Romano começou com os franceses declarando guerra ao recém-coroado Imperador Francisco II da dinastia dos Habsburgos, apenas em sua capacidade como Rei da Hungria. O facto de grande parte do império em geral (incluindo figuras influentes como o Rei da Prússia e o Arcebispo-Eleitor de Mainz), embora relutante, se ter juntado ao conflito ao lado dos Habsburgos numa Reichskrieg formal, prova que os ideais imperiais ainda estavam vivos no final do século XVIII. 
O ponto-chave em que a sorte mudou foi o abandono do esforço de guerra pela Prússia. A Prússia foi o único verdadeiro contrapeso à influência da Áustria nas instituições do império. Embora as partes ocidentais da Prússia, como Brandemburgo, continuassem sendo partes formais do Sacro Império Romano e os prussianos continuassem a ser representados no Reichstag, a Prússia deixou de competir por influência nos assuntos imperiais. A Áustria permaneceu sozinha como protetora dos estados do sul da Alemanha, muitos dos quais começaram a considerar fazer suas próprias pazes com a França. Quando os austríacos souberam que Württemberg e Baden tinham aberto negociações formais com a França, os exércitos enviados por esses dois estados foram dissolvidos e desarmados em 1796, causando ressentimento contra o imperador e, combinado com perdas para a França, sugerindo que o imperador Habsburgo não era mais capaz de proteger seus vassalos tradicionais na Alemanha. 
Após as guerras com a França, houve uma reorganização substancial do território imperial (o chamado Reichsdeputationshauptschluss, apoiado pela Prússia), com a monarquia dos Habsburgos pretendendo compensar os príncipes que perderam território nas guerras francesas e efetivar a atual estrutura semifeudal do império. Embora tenha havido grandes mudanças territoriais, notadamente a abolição quase completa de qualquer território eclesiástico e ganhos territoriais significativos para a Baviera, Baden, Württemberg, Hesse-Darmstadt e Nassau, as mudanças mais importantes ocorreram no colégio eleitoral do império. Salzburgo foi adicionado como o quarto eleitor católico, enquanto Württemberg, Baden e Hesse-Kassel se tornaram o quarto, quinto e sexto eleitores protestantes, dando aos protestantes uma maioria pela primeira vez na história e levantando dúvidas se o Imperador Francisco II seria capaz de trabalhar em conjunto com seu Reichstag. Embora o regime austríaco tenha gasto muito tempo e recursos a tentar fazer com que o novo acordo funcionasse, o veredicto geral na altura foi que a reorganização tinha essencialmente matado o império. 

### Reação à coroação imperial de Napoleão

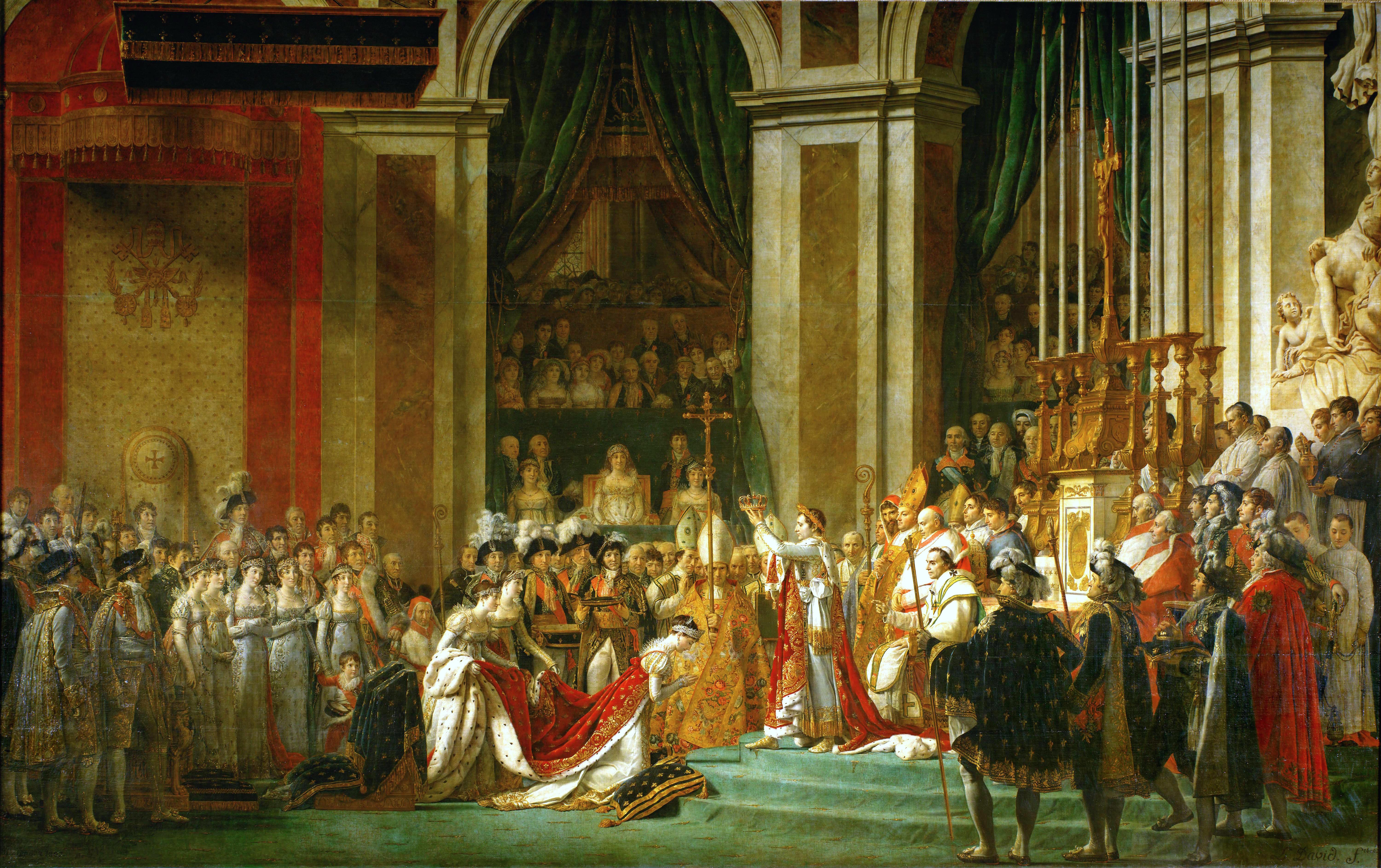
A Coroação de Napoleão (1804) (pintado por Jacques-Louis David em 1807)

O Primeiro Cônsul da República Francesa, Napoleão, assumiu o título de "Imperador dos Franceses" em 1804.  Entre outros, uma das figuras importantes presentes na coroação foi o Papa Pio VII, provavelmente temendo que Napoleão planejasse conquistar os Estados Pontifícios. Pio VII sabia que Napoleão vinculava simbolicamente sua coroação imperial à coroação imperial de Carlos Magno e provavelmente teria percebido a semelhança entre o título de Napoleão e Imperador dos Romanos, o título usado por Francisco II e todos os imperadores do Sacro Império Romano antes dele. Através da sua presença na cerimónia, Pio VII aprovou simbolicamente a transferência do poder imperial (translatio imperii) dos romanos (e, portanto, dos francos e alemães) para os franceses. 
A coroação de Napoleão recebeu uma reação mista no Sacro Império Romano. Embora o regresso à monarquia em França tenha sido bem recebido (embora lamentável na medida em que o monarca era Napoleão), o título imperial (em vez de real) não o foi.  No império, o título de Napoleão suscitou receios de que pudesse inspirar o imperador russo a insistir que era igual ao Sacro Imperador Romano e pudesse encorajar outros monarcas, como Jorge III do Reino Unido, a também se proclamarem imperadores.  As relações entre os Habsburgos e Jorge III eram complicadas; na diplomacia, a corte de Viena recusou-se durante muitos anos a referir-se ao rei britânico como "Sua Majestade", uma vez que ele era apenas um rei, não um imperador.  O diplomata dos Habsburgos Ludwig von Cobenzl, temendo as consequências da coroação de Napoleão, é citado como tendo aconselhado o Sacro Imperador Romano Francisco II que "'como Imperador Romano, Vossa Majestade tem desfrutado até agora de precedência sobre todos os potentados europeus, incluindo o imperador russo". 
Embora o título imperial de Napoleão fosse visto com desgosto, as autoridades austríacas perceberam imediatamente que, se se recusassem a aceitá-lo como imperador, a guerra com a França seria retomada. Em vez disso, o foco passou a ser como aceitar Napoleão como imperador, mantendo ao mesmo tempo a preeminência do seu próprio imperador e império.  A França aceitou oficialmente a paridade com a Áustria como um estado distinto em 1757, 1797 e 1801 e, nos mesmos acordos, aceitou que o Sacro Império Romano superava tanto a Áustria quanto a França. Assim, foi decidido que a Áustria seria elevada à categoria de império, a fim de manter a paridade entre a Áustria e a França, preservando ao mesmo tempo o título imperial romano como preeminente, superando ambos. 

### Império da Áustria

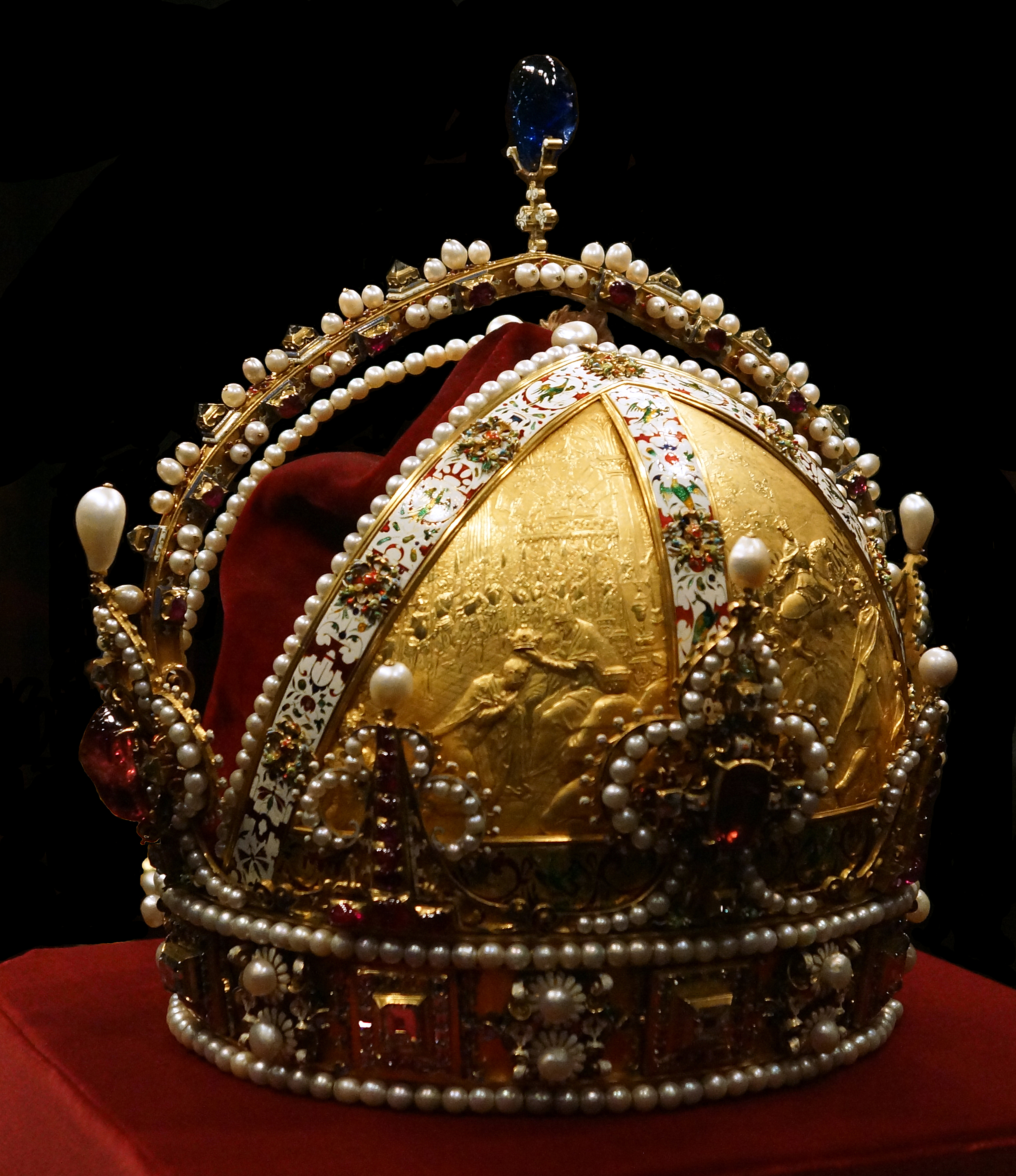
A Coroa Imperial da Áustria, usada até o fim da monarquia dos Habsburgos na Áustria e originalmente feita para Rodolfo II, Sacro Imperador Romano

Francisco II proclamou-se Imperador da Áustria (sem necessidade de nova coroação, pois já havia tido uma coroação imperial) em 11 de agosto de 1804, além de já ser o Sacro Imperador Romano.  Cobenzl aconselhou que um título hereditário austríaco separado também permitiria aos Habsburgos manter a paridade com outros governantes (já que o título do Sacro Império Romano era visto por Cobenzl como meramente honorífico) e garantir eleições para o cargo de Sacro Imperador Romano no futuro.  Uma miríade de razões foi usada para justificar a criação do Império Austríaco, incluindo o número de súditos sob a Monarquia dos Habsburgos, a vasta extensão de suas terras da coroa e a longa associação entre a família Habsburgo e o título imperial eletivo do Sacro Império Romano. Outro ponto importante usado para justificar sua criação foi que Francisco era, no sentido tradicional, o monarca cristão supremo e, portanto, tinha o direito de se conceder quaisquer dignidades que desejasse.  O título "Imperador da Áustria" pretendia associar-se a todos os domínios pessoais de Francisco II (não apenas a Áustria, mas também terras como a Boêmia e a Hungria), independentemente de sua posição atual dentro ou fora do Sacro Império Romano. “Áustria” neste sentido referia-se à dinastia (frequentemente chamada oficialmente de “Casa da Áustria” em vez de “Casa dos Habsburgos”), não ao antigo Arquiducado da Áustria. 
O título de Sacro Imperador Romano permaneceu preeminente tanto para "Imperador dos Franceses" quanto para "Imperador da Áustria", pois incorporava o ideal tradicional do império cristão universal. Nem o título austríaco nem o francês reivindicaram governar este império universal e, portanto, não perturbaram a ordem mundial tradicional e estabelecida.  Os títulos imperiais da Áustria e da França eram vistos mais ou menos como títulos reais (pois eram hereditários) e, na mente dos austríacos, ainda restava apenas um verdadeiro império e um verdadeiro imperador na Europa. Para ilustrar isso, o título imperial oficial de Francisco II era “eleito Imperador Romano, sempre Augusto, Imperador hereditário da Áustria”, colocando o título austríaco atrás do título romano. 
Embora Napoleão estivesse relutante em vincular seu próprio título imperial a quaisquer concessões, ele precisava do reconhecimento da Áustria para garantir um reconhecimento mais amplo e, portanto, concordou em reconhecer o novo título de Francisco II. Antes de sua coroação, ele enviou uma carta pessoal de felicitações a Francisco. Jorge III do Reino Unido reconheceu o novo título em outubro e, embora o Imperador Alexandre I da Rússia tenha se oposto ao fato de Francisco "se rebaixar ao nível do usurpador Napoleão", ele reconheceu o título em novembro. As únicas objeções significativas ao título de Francisco II foram levantadas pela Suécia, que, por possuir a Pomerânia Sueca, uma propriedade imperial, tinha um lugar no Reichstag. Os suecos viram o título como uma "violação clara" da constituição imperial e, invocando sua prerrogativa como garantidor da constituição imperial, exigiram um debate formal no Reichstag, uma ameaça que foi neutralizada pelos outros partidos do Reichstag concordando com um recesso de verão prolongado até novembro.  Para defender o título, os representantes imperiais argumentaram que ele não infringia a constituição imperial, pois já havia outros exemplos de monarquias duais dentro do império: estados como a Prússia e a Suécia não faziam parte do império, mas suas possessões dentro do império faziam. 

### Paz de Pressburg

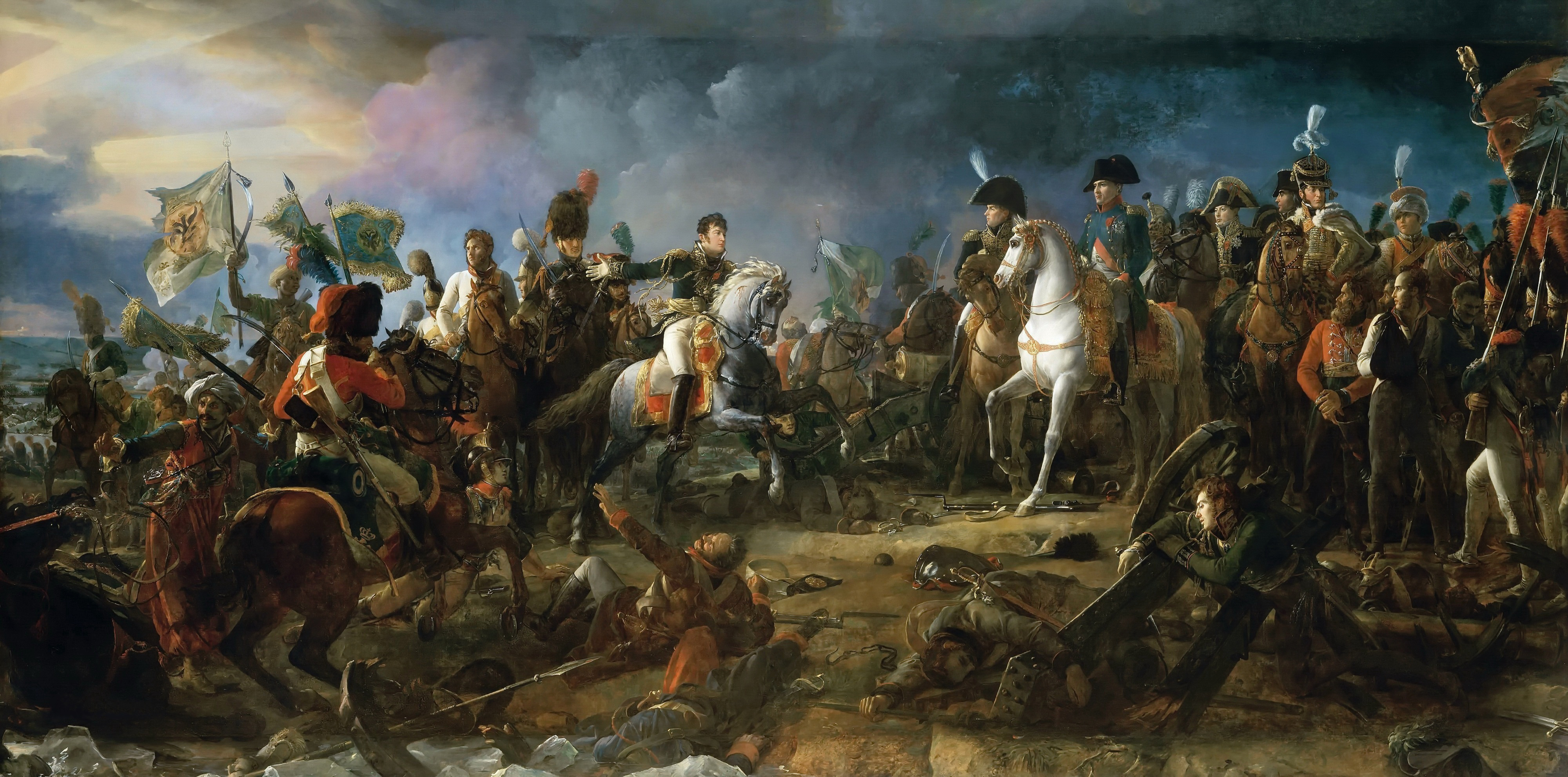
Napoleão na Batalha de Austerlitz por François Gérard (1810)

A Guerra da Terceira Coalizão chegou cedo demais para a Áustria, que avançou contra a França em setembro de 1805. Derrotada na Batalha de Austerlitz em 2 de dezembro de 1805, a Áustria teve que aceitar os termos ditados por Napoleão na Paz de Pressburg (26 de dezembro). Isso criou ambiguidades deliberadas na constituição imperial. Baviera, Baden e Württemberg receberam plenitude de la souveraineté (soberania total), permanecendo como parte da Conféderation Germanique (Confederação Germânica), um nome novo para o Sacro Império Romano.  Da mesma forma, não ficou claro se o Ducado de Cleves, o Ducado de Berg e o Condado de Mark — territórios imperiais transferidos para Joachim Murat — permaneceriam feudos imperiais ou se tornariam parte do Império Francês. Ainda em março de 1806, Napoleão não tinha certeza se eles deveriam permanecer nominalmente dentro do Império. 
Os Cavaleiros Imperiais Livres, que sobreviveram ao ataque aos seus direitos na Rittersturm de 1803-04, foram alvo de um segundo ataque e de uma série de anexações pelos estados aliados a Napoleão em novembro-dezembro de 1805. Em resposta, a corporação dos cavaleiros ( corpus equestre ) se dissolveu em 20 de janeiro de 1806. Com a dissolução do Império, os cavaleiros perderam a sua imediatez imperial, deixando de ser livres ou imperiais e ficaram à mercê dos novos estados soberanos.  
Os contemporâneos viram a derrota em Austerlitz como um ponto de virada de importância histórica mundial. A Paz de Pressburg também foi percebida como uma mudança radical. Não afirmou tratados anteriores da forma habitual e a sua redacção pareceu elevar a Baviera, Baden e Württemberg a iguais ao império, ao mesmo tempo que rebaixou este último a uma mera confederação alemã.  No entanto, a Baviera e Württemberg reafirmaram ao Reichstag que estavam sujeitas à lei imperial. Alguns comentadores argumentaram que plénitude de la souveraineté era apenas uma tradução francesa de Landeshoheit (a quase soberania possuída pelas propriedades imperiais) e que o tratado não alterou a relação entre os membros e o império. 

## Formação da Confederação do Reno
Durante a primeira metade de 1806, Baviera, Baden e Württemberg tentaram seguir um curso independente entre as demandas do império e de Napoleão. Em abril de 1806, Napoleão buscou um tratado pelo qual os três estados se aliariam à França perpetuamente, renunciando à participação em futuras Reichskriege (esforços de guerra imperiais) e se submetendo a uma comissão de meditação sob sua presidência para resolver suas disputas. Apesar de tudo isso, eles permaneceriam membros do império. Württemberg acabou por recusar-se a assinar. 
Em junho de 1806, Napoleão começou a pressionar a Baviera, Baden e Württemberg para a criação da confédération de la haute Allemagne (confederação da Alta Alemanha) fora do império.  Em 12 de julho de 1806, esses três estados e outros treze príncipes alemães menores formaram a Confederação do Reno, efetivamente um estado satélite francês.  Em 1 de agosto, o Reichstag foi informado por um enviado francês que Napoleão não reconhecia mais a existência do Sacro Império Romano e, no mesmo dia, nove dos príncipes que formaram a Confederação do Reno emitiram uma proclamação na qual justificavam suas ações alegando que o Sacro Império Romano já havia entrado em colapso e deixado de funcionar devido à derrota na Batalha de Austerlitz. 

## Abdicação de Francisco II

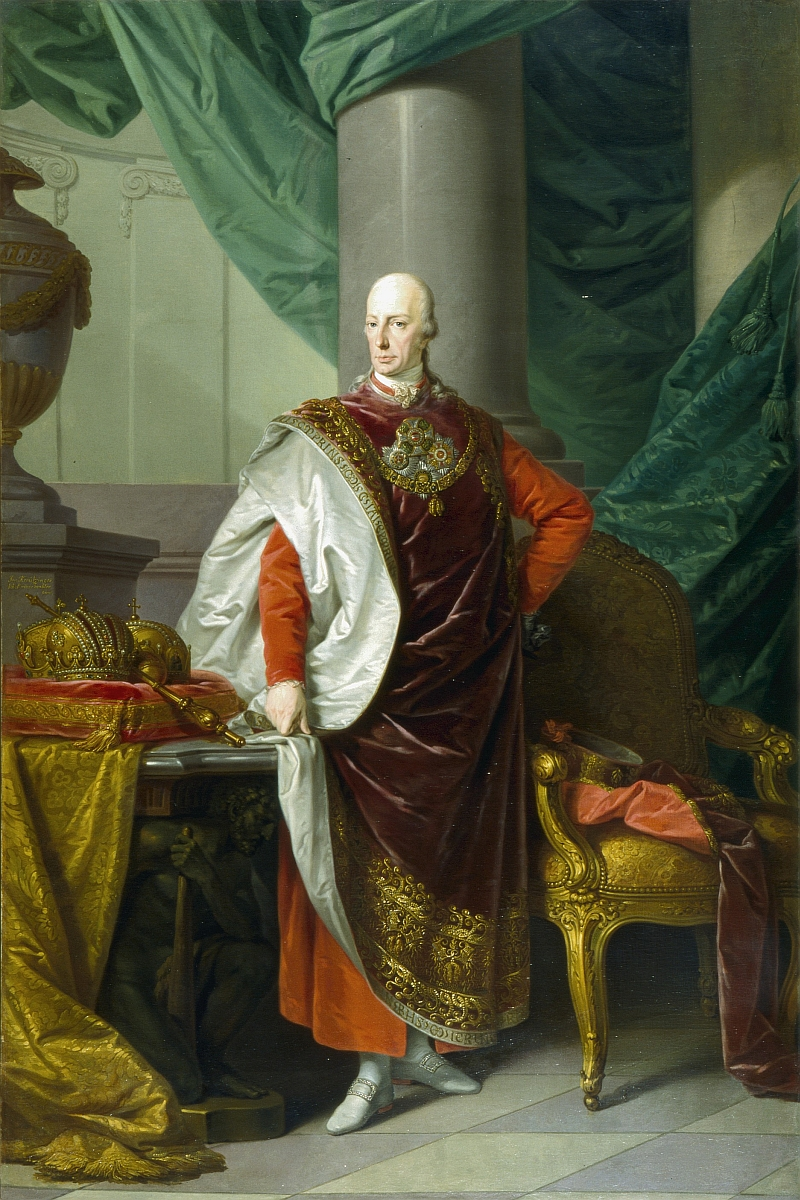
Francisco I como Imperador Austríaco, sem data, Museu de Salzburgo

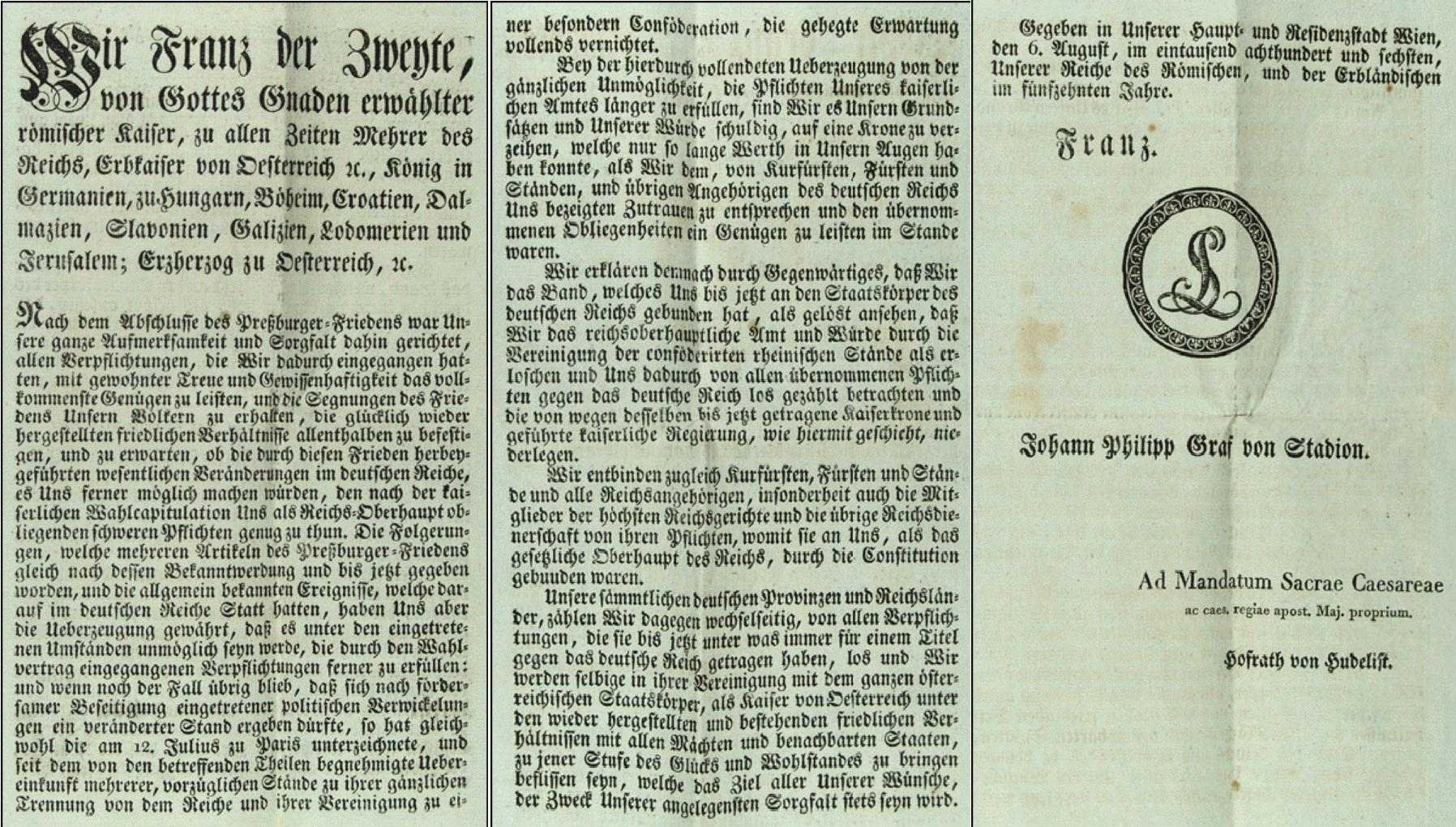
Versão impressa da abdicação do imperador Francisco II

Diante da assunção do título de "Imperador dos Franceses" por Napoleão em 1804 e da derrota austríaca na Batalha de Austerlitz em 1805, a monarquia dos Habsburgos começou a refletir se o título imperial e o império como um todo valiam a pena ser defendidos. Muitos dos estados que serviam nominalmente ao Sacro Imperador Romano, como Baden, Württemberg e Baviera, desafiaram abertamente a autoridade imperial e se aliaram a Napoleão. Mesmo assim, a importância do império não se baseava no controlo real dos recursos, mas no prestígio. 
A ideia principal por trás das ações de Francisco II em 1806 era estabelecer as bases necessárias para evitar futuras guerras com Napoleão e a França.  Uma preocupação da monarquia dos Habsburgos era que Napoleão pudesse aspirar a reivindicar o título de Sacro Imperador Romano.  Napoleão foi atraído pelo legado de Carlos Magno; réplicas da coroa e da espada de Carlos Magno foram feitas (mas não usadas durante) a coroação de Napoleão como Imperador dos Franceses, e ele conscientemente reviveu os símbolos imperiais romanos e aspirou criar uma nova ordem na Europa, algo semelhante ao domínio universal implícito no título de Imperador dos Romanos. No entanto, a visão de Napoleão sobre Carlos Magno era completamente diferente da visão alemã do antigo imperador. Em vez de ver Carlos Magno como um rei alemão, Napoleão via-o como um conquistador franco que tinha estendido o domínio francês pela Europa Central e pela Itália, algo que Napoleão também aspirava realizar. 
A Áustria demorou a responder ao ritmo acelerado dos acontecimentos. Já em 17 de junho, Francisco havia tomado a decisão de abdicar no momento que parecesse melhor para a Áustria. Klemens von Metternich foi enviado em uma missão a Paris para descobrir as intenções de Napoleão. Em 22 de julho, Napoleão deixou-os claros num ultimato exigindo que Francisco abdicasse até 10 de agosto.  Ainda assim, em 2 de agosto, Joseph Haas, chefe do secretariado da comissão principal, esperava que o fim do Sacro Império Romano pudesse ser evitado.  A opinião geral entre o governo austríaco era, no entanto, que a abdicação era inevitável e que deveria ser combinada com a dissolução do Sacro Império Romano, aliviando os vassalos do imperador de seus deveres e obrigações. A dissolução formal do império foi percebida como necessária, pois impediria Napoleão de adquirir o título imperial. Durante um interregno, os dois vigários imperiais da Saxônia e da Baviera teriam o direito de exercer autoridade imperial e, uma vez que ambos estavam alinhados com Napoleão, tal acordo poderia fazer com que um Francisco abdicado (como único Imperador da Áustria) se tornasse um vassalo de Napoleão (como Sacro Imperador Romano).  Embora não haja evidências concretas de que Napoleão realmente aspirasse a se tornar Sacro Imperador Romano,  é possível que ele tenha considerado a ideia, especialmente depois de ter formado a Confederação do Reno e derrotado a Áustria no início de 1806. Talvez Napoleão não pensasse que o título pudesse ser combinado com "Imperador dos Franceses" (embora Francisco II fosse imperador do Sacro Império Romano e da Áustria) e por isso ele poderia ter abandonado quaisquer potenciais aspirações romanas, uma vez que não desejava renunciar ao seu outro título imperial.  As efémeras aspirações romanas também podem ser recolhidas da correspondência de Napoleão com o papado; no início de 1806, ele advertiu o Papa Pio VII de que "Vossa Santidade é soberano em Roma, mas eu sou o seu Imperador". 
Mais crucial do que temer que Napoleão potencialmente usurpasse o título, a abdicação também pretendia ganhar tempo para a Áustria se recuperar das suas perdas, uma vez que se presumia que a França lhe faria algumas concessões.  Embora o título romano e a tradição de uma monarquia cristã universal ainda fossem considerados prestigiosos e uma herança valiosa, agora também eram considerados coisas do passado. Com o Sacro Império Romano dissolvido, Francisco II pôde concentrar a sua atenção na ascensão e prosperidade contínuas do seu novo império hereditário, como Imperador Francisco I da Áustria. 
Na manhã de 6 de agosto de 1806, o arauto imperial do Sacro Império Romano viajou do Hofburg até a Igreja dos Nove Coros de Anjos (ambas localizadas em Viena, capital da monarquia dos Habsburgos), onde proferiu a proclamação oficial de Francisco II de uma sacada com vista para uma grande praça. Cópias escritas da proclamação foram enviadas aos diplomatas da monarquia dos Habsburgos em 11 de agosto, juntamente com uma nota que informava os antigos príncipes do império que a Áustria compensaria aqueles que tinham sido pagos pelo tesouro imperial.  A abdicação não reconheceu o ultimato francês, mas enfatizou que a interpretação da Paz de Pressburg pelos estados imperiais tornava impossível para Francisco cumprir as obrigações que havia assumido em sua capitulação eleitoral. 
Imperadores do Sacro Império Romano já haviam abdicado antes — o exemplo mais notável foi a abdicação de Carlos V em 1556 — mas a abdicação de Francisco II foi única. Enquanto abdicações anteriores tinham devolvido a coroa imperial aos eleitores para que pudessem proclamar um novo imperador, a abdicação de Francisco II dissolveu simultaneamente o próprio império, de modo que não havia mais eleitores.

## Reações e legado

### Reações

#### Reações populares

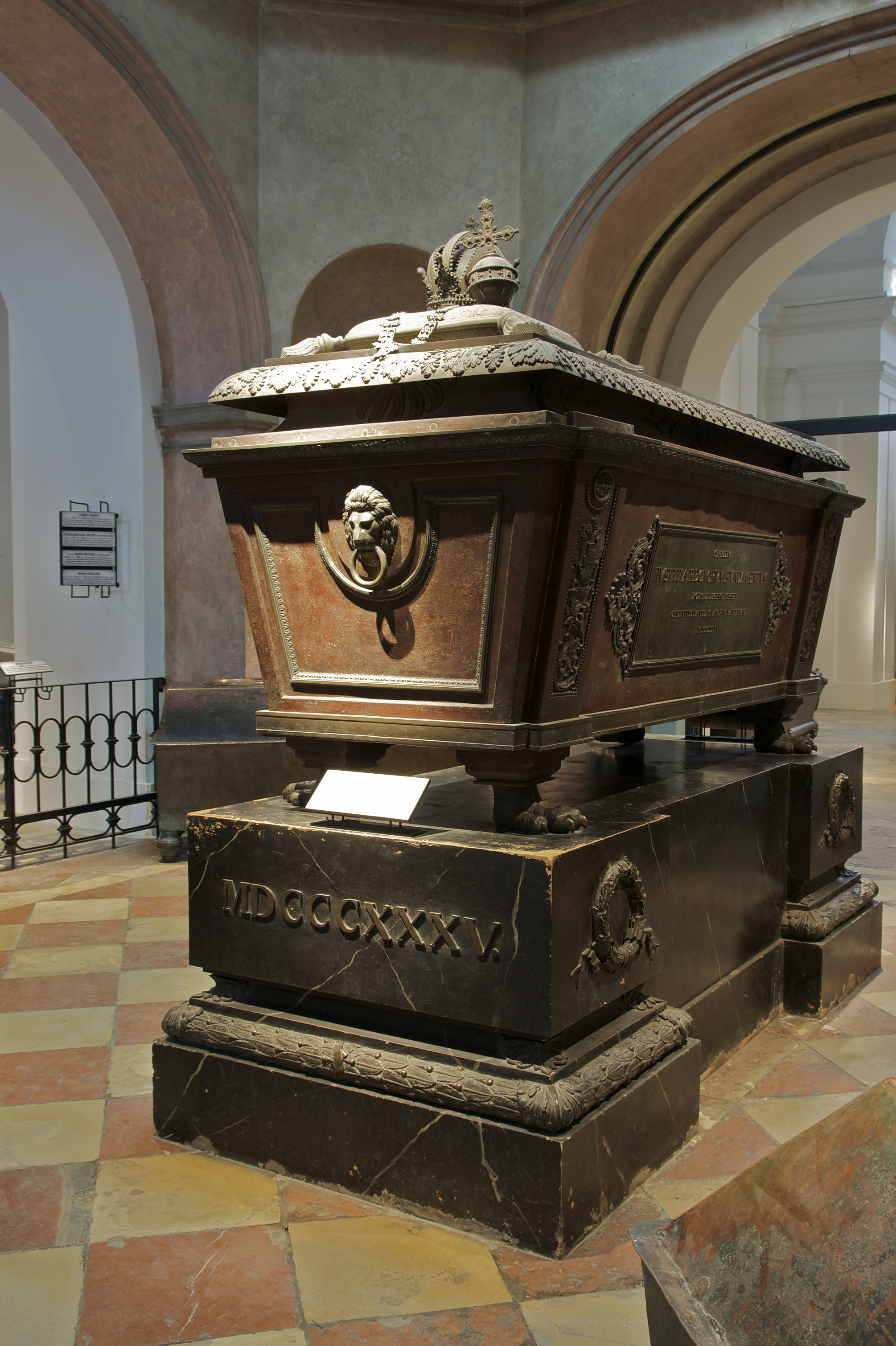
Sarcófago do Imperador Francisco II na Cripta Imperial em Viena. A placa associada o descreve como o "último imperador romano".

O Sacro Império Romano, uma instituição que durou pouco mais de mil anos, não passou despercebido ou lamentado.   A dissolução do império provocou ondas de choque na Alemanha, com a maioria das reações dentro das antigas fronteiras imperiais sendo de raiva, tristeza ou vergonha. Até os signatários da Confederação do Reno ficaram indignados; o emissário bávaro da dieta imperial, Rechberg, declarou estar "furioso" por ter "colocado sua assinatura na destruição do nome alemão", referindo-se ao envolvimento de seu estado na confederação, que efetivamente condenou o império.  Do ponto de vista legal, a abdicação de Francisco II foi controversa. Os comentadores jurídicos contemporâneos concordaram que a abdicação em si era perfeitamente legal, mas que o imperador não tinha autoridade para dissolver o império.  Como tal, vários vassalos do império recusaram-se a reconhecer que o império tinha terminado.  Ainda em Outubro de 1806, os agricultores da Turíngia recusaram-se a aceitar o fim do império, acreditando que a sua dissolução era uma conspiração das autoridades locais.  Para muitas pessoas do antigo império, o seu colapso deixou-as incertas e receosas quanto ao seu futuro e ao futuro da própria Alemanha.  Relatórios contemporâneos de Viena descrevem a dissolução do império como "incompreensível" e a reação do público em geral como de horror. 
Em contraste com os receios do público em geral, muitos intelectuais e artistas contemporâneos viam Napoleão como um arauto de uma nova era, em vez de um destruidor de uma velha ordem. A ideia popular avançada pelos nacionalistas alemães era que o colapso final do Sacro Império Romano libertou a Alemanha das ideias um tanto anacrónicas enraizadas num ideal enfraquecido do Cristianismo universal e abriu o caminho para a unificação do país como o Império Alemão, um Estado-nação, 65 anos depois. O historiador alemão Helmut Rössler argumentou que Francisco II e os austríacos lutaram para salvar a Alemanha, em grande parte ingrata, das forças de Napoleão, apenas retirando-se e abandonando o império quando a maior parte da Alemanha os traiu e se juntou a Napoleão. Na verdade, a assunção de um título imperial austríaco separado em 1804 não significava que Francisco II tivesse qualquer intenção de abdicar da sua prestigiada posição como imperador romano; a ideia só começou a ser considerada quando circunstâncias fora do controlo dos Habsburgos forçaram a tomada de ações decisivas..
Somado aos medos do que agora garantia a segurança de muitos dos estados alemães menores, o poeta Christoph Martin Wieland lamentou que a Alemanha tivesse agora caído em um "tempo apocalíptico" e declarou: "Quem pode suportar essa desgraça, que pesa sobre uma nação que já foi tão gloriosa? - que Deus melhore as coisas, se ainda for possível melhorá-las!".  Para alguns, a dissolução do Sacro Império Romano foi vista como o fim definitivo do antigo Império Romano. Nas palavras de Christian Gottlob von Voigt, um ministro em Weimar, "se a poesia pode andar de mãos dadas com a política, então a abdicação da dignidade imperial oferece uma riqueza de material. O Império Romano agora toma seu lugar na sequência de impérios vencidos".  Nas palavras do historiador inglês James Bryce, 1º Visconde Bryce, em sua obra de 1864 sobre o Sacro Império Romano, o império era a "instituição política mais antiga do mundo" e a mesma instituição fundada por Augusto em 27 a.C. Escrevendo sobre o império, Bryce afirmou que "nada mais ligava tão diretamente o velho mundo ao novo — nada mais exibia tantos contrastes estranhos entre o presente e o passado, e resumia nesses contrastes tanto da história europeia".  Quando confrontados com a queda e o colapso do seu império, muitos contemporâneos empregaram a queda catastrófica da antiga Tróia como uma metáfora, devido à sua associação com a noção de destruição total e o fim de uma cultura.  A imagem do apocalipse também foi frequentemente usada, associando o colapso do Sacro Império Romano com o iminente fim do mundo (ecoando lendas medievais de um Último Imperador Romano, uma figura profetizada como ativa durante o fim dos tempos). 
Críticas e protestos contra a dissolução do império eram tipicamente censurados, especialmente na Confederação do Reno, administrada pela França. Entre os aspectos mais criticados pela população em geral estava a remoção ou substituição das tradicionais intercessões pelo império e pelo imperador nas orações diárias da igreja em todo o antigo território imperial. A repressão por parte de França, combinada com exemplos de retaliação excessiva contra os defensores do império, garantiu que estes protestos rapidamente diminuíssem. 

#### Reações oficiais e internacionais

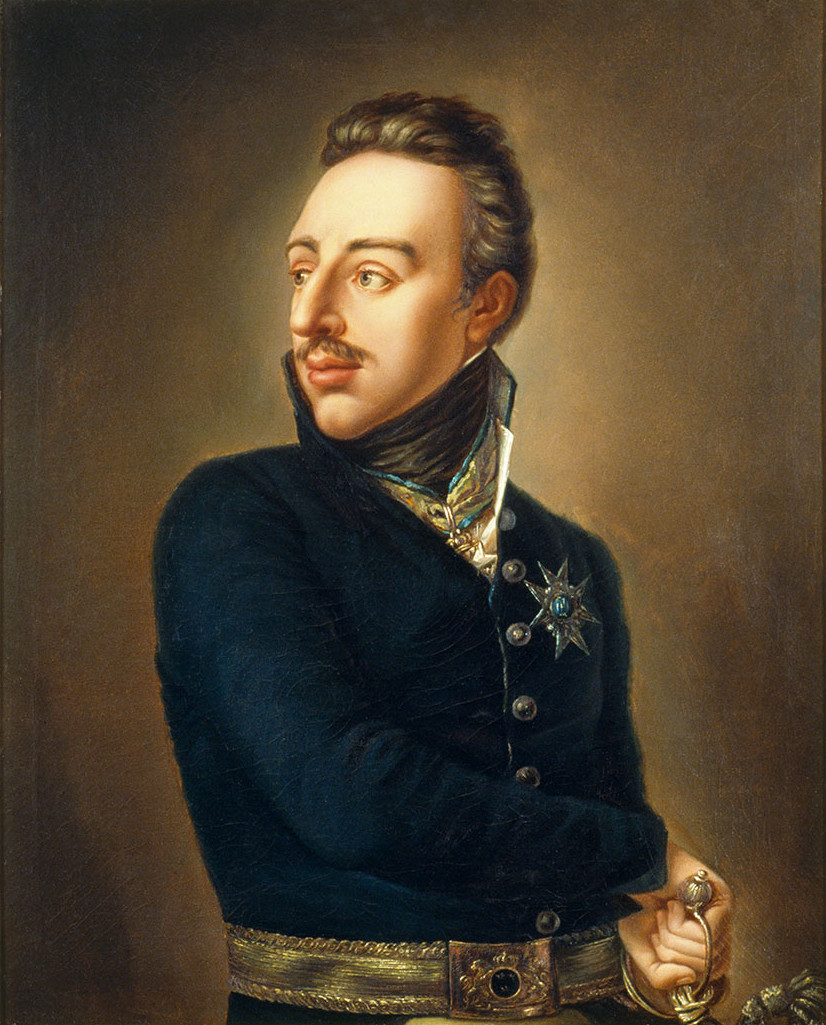
O rei Gustavo IV Adolfo da Suécia, que em 1806 emitiu uma proclamação aos seus súditos alemães de que a dissolução do império "não destruiria a nação alemã"

Na sua capacidade oficial, a resposta da Prússia consistiu apenas em expressões formuladas de pesar devido ao "término de um vínculo honroso consagrado pelo tempo".  O representante da Prússia no Reichstag, o Barão Görtz, reagiu com tristeza, misturada com gratidão e afeição pela Casa de Habsburgo e seu antigo papel como imperadores.  Görtz participou como emissário eleitoral do Eleitorado de Brandemburgo (território da Prússia dentro das fronteiras imperiais formais) em 1792, na eleição de Francisco II como Sacro Imperador Romano, e exclamou que "Então o imperador que ajudei a eleger foi o último imperador! — Este passo era sem dúvida esperado, mas isso não torna sua realidade menos comovente e esmagadora. Ele corta o último fio de esperança ao qual alguém tentou se agarrar".  O Barão von Wiessenberg, o enviado austríaco ao Eleitorado de Hesse, relatou que o eleitor local, Guilherme I, chorou e lamentou a perda de "uma constituição à qual a Alemanha devia há tanto tempo a sua felicidade e liberdade". 
Internacionalmente, o fim do império foi recebido com reações mistas ou indiferentes. Alexandre I da Rússia não ofereceu nenhuma resposta e Cristiano VII da Dinamarca incorporou formalmente suas terras alemãs aos seus reinos alguns meses após a dissolução do império. Gustavo IV Adolfo da Suécia (que notavelmente ainda não havia reconhecido o título imperial separado da Áustria) emitiu uma proclamação um tanto provocativa aos habitantes de suas terras alemãs (Pomerânia Sueca e Bremen-Verden) em 22 de agosto de 1806, afirmando que a dissolução do Sacro Império Romano "não destruiria a nação alemã" e expressou esperanças de que o império pudesse ser revivido.  

### Possibilidade de restauração
A dissolução do Sacro Império Romano foi constituída pela abdicação pessoal do título por Francisco II e pela libertação de todos os vassalos e estados imperiais das suas obrigações e deveres para com o imperador.  O título de Sacro Imperador Romano (teoricamente o mesmo título de imperador romano) e o próprio Sacro Império Romano como ideia e instituição (o teoricamente universalmente soberano imperium ) nunca foram formalmente abolidos. A existência contínua de um império universal, embora sem território definido e sem um imperador, às vezes era mencionada nos títulos de outros monarcas posteriores. Por exemplo, os Reis Saboianos da Itália continuaram a reivindicar o título de "Príncipe e Vigário Perpétuo do Sacro Império Romano (na Itália)" (um título originário de uma concessão imperial do século XIV do Imperador Carlos IV ao seu ancestral Amadeu VI, Conde de Saboia)  até a abolição da monarquia italiana em 1946. 
Após as derrotas de Napoleão em 1814 e 1815, houve um sentimento generalizado na Alemanha e em outros lugares que pedia o renascimento do Sacro Império Romano sob a liderança de Francisco I da Áustria.  Na época, havia vários fatores que impediam a restauração do império como havia sido no século XVIII, notadamente a ascensão de reinos maiores e mais consolidados na Alemanha, como Baviera, Saxônia e Württemberg, bem como o interesse da Prússia em se tornar uma grande potência na Europa (em vez de continuar sendo um vassalo dos Habsburgos).  Mesmo assim, a restauração do Sacro Império Romano, com uma estrutura política interna modernizada, não estava fora de alcance no Congresso de Viena de 1814-1815 (que decidiu as fronteiras da Europa após a derrota de Napoleão). No entanto, o Imperador Francisco chegou à conclusão antes do congresso de que a estrutura política do Sacro Império Romano não seria superior à nova ordem na Europa e que restaurá-la não era do interesse da monarquia dos Habsburgos.  Oficialmente, o papado considerou que o facto de o Sacro Império Romano não ter sido restaurado no Congresso de Viena (juntamente com outras decisões tomadas durante as negociações) era "prejudicial aos interesses da religião católica e aos direitos da Igreja". 
No lugar do Sacro Império Romano, o Congresso de Viena criou a Confederação Germânica, que foi liderada pelos imperadores austríacos como "Bundespräsidium" e se mostraria ineficaz. A Confederação foi enfraquecida pelas revoluções alemãs de 1848-1849, após o que o Parlamento de Frankfurt, eleito pelo povo da Confederação, tentou proclamar um Império Alemão e designar Frederico Guilherme IV da Prússia como seu imperador. O próprio Frederico Guilherme IV não aprovou a ideia, preferindo em vez disso a restauração do Sacro Império Romano sob os Habsburgos da Áustria, embora nem os próprios Habsburgos nem os revolucionários alemães, ainda activos na época, teriam aprovado essa ideia. 

### Impérios sucessores e legado

O Império Alemão (azul) e a Áustria-Hungria (vermelho), tal como ambos existiram entre 1871 e 1918

No Império Austríaco, a dinastia dos Habsburgos continuou a agir como um substituto para a nacionalidade, embora o título imperial austríaco não fosse (ao contrário, por exemplo, dos títulos imperiais francês ou russo) associado a nenhuma nacionalidade em particular.  Embora os vassalos alemães do Sacro Império Romano tenham sido liberados de suas obrigações, Francisco II e seus sucessores continuaram a governar uma grande população de língua alemã e as Insígnias Imperiais do Sacro Império Romano continuaram a ser mantidas em seus domínios (e até hoje são armazenadas e exibidas no Tesouro Imperial no Hofburg, em Viena). A dinastia manteve seu status proeminente entre as famílias reais da Europa e, aos olhos de muitos de seus súditos, ainda era a única verdadeira família imperial.  Embora o novo Império Austríaco não tivesse muitos dos elementos-chave do Sacro Império Romano, manteve-se próximo, na prática e nos ideais, do império pré-1806.  Em muitos aspectos, os imperadores austríacos continuaram a agir como protetores da Igreja Católica, assim como os imperadores do Sacro Império Romano fizeram antes deles, continuando a reivindicar o direito do Jus exclusivae. Durante a sua prisão em França entre 1809 e 1814 e após a sua subsequente libertação, o Papa Pio VII olhou para o Imperador Francisco como o protector da Igreja, por exemplo, pedindo ao imperador que o ajudasse a restabelecer os Estados Pontifícios. 
Após a abdicação de Francisco II, o novo Império Austríaco tomou medidas para se distanciar do antigo império. Os símbolos e títulos formais da monarquia austríaca foram alterados para enfatizar a Áustria como uma entidade distinta. Como o termo Kaiserthum Österreich (Império da Áustria) entrou na linguagem cotidiana, a monarquia logo abandonou o prefixo original "hereditário", que havia sido usado de 1804 a 1806 para enfatizar a diferença entre a Áustria e o Sacro Império Romano. 
Além do Império Austríaco (e da França sob Napoleão), o mais proeminente pretendente potencial ao legado do Sacro Império Romano (no sentido de governar a Alemanha) após seu colapso e dissolução foi o Reino da Prússia, governado pela Casa de Hohenzollern. Ao lado das crescentes terras da coroa dos Habsburgos, a Prússia representou a única grande potência na Europa Central durante o último século do Sacro Império Romano. Houve rumores frequentes de que os prussianos tinham ambições imperiais, e Frederico II da Prússia era um candidato ao cargo de Sacro Imperador Romano em 1740. Frederico II e outros reis prussianos rejeitaram essas ideias enquanto permaneceram sob o domínio imperial, argumentando que território e poder adicionais seriam mais benéficos do que o título imperial. Em 1795 e novamente em 1803 e 1804, representantes franceses sugeriram que a Prússia poderia converter seus territórios do norte da Alemanha em um império, mas os Hohenzollerns não estavam interessados em levar adiante tal plano. Embora os governantes prussianos e seus oficiais tenham expressado pesar pelo colapso do Sacro Império Romano a partir de 1792, eles também criticaram a nostalgia pela história da Alemanha sob o domínio imperial. Os prussianos consideravam as hipóteses de sobrevivência do Sacro Império Romano como muito baixas e viam os franceses como os verdadeiros sucessores dos antigos carolíngios, um inimigo que acreditavam não poder ser derrotado por meios militares normais. 

Os estados modernos da Alemanha, vistos por alguns como sucessores dos estados alemães do Sacro Império Romano

A relutância dos Hohenzollerns em assumir um título imperial mudou em 1806, pois eles temiam que, com a formação da Confederação do Reno e a dissolução do Sacro Império Romano, Napoleão pudesse aspirar a reivindicar a posição hipotética de "Imperador da Alemanha". Embora tenham sido feitos preparativos para criar uma "união imperial" no norte da Alemanha, com um imperador da dinastia Hohenzollern, esses planos foram abandonados em setembro de 1806, após encontrarem pouco apoio, e o Imperador Alexandre I da Rússia se opôs a eles. Como os Hohenzollerns não tinham ascendência imperial, eles não se viam como uma dinastia imperial e, mesmo após as derrotas finais de Napoleão em 1813 e 1815, sua posição mudou pouco. Embora a Alemanha tenha sido unida ao Império Alemão em 1871 sob o imperador Hohenzollern Guilherme I, a proclamação do novo império foi ideologicamente problemática e os Hohenzollerns se sentiram pouco à vontade com suas implicações. Tentativas foram feitas para associar o Império Alemão às instituições do Sacro Império Romano, mas seus imperadores continuaram a se enumerar após os Reis da Prússia; Imperador Frederico III (r. 1888) foi enumerado após seu antecessor como rei, Frederico II, não após o anterior Frederico Imperial (Imperador Frederico III do século XV, o novo Frederico seria então Frederico IV). 
Tanto o Império Alemão como a Áustria-Hungria, a Monarquia Dual governada pelos Habsburgos, caíram em 1918, após a Primeira Guerra Mundial.  Ao longo dos séculos, os muitos estados do Sacro Império Romano evoluíram para os 16 estados modernos da Alemanha. Como entidades políticas parcialmente soberanas, os estados alemães, especialmente em áreas administradas de forma mais ou menos independente, como a cultura e a educação, remontam ao antigo império.  Os historiadores Norman Stone e Johannes Burkhardt compararam o Sacro Império Romano, especialmente no que diz respeito aos seus estados componentes administrados localmente, à moderna República Federal da Alemanha, com Burkhardt escrevendo que "posso afirmar inequivocamente que o Antigo Reich foi o verdadeiro predecessor da República Federal da Alemanha" e Stone escrevendo, em relação à fundação da república moderna, que "Desta vez [foi] uma Alemanha sem a Prússia e a Áustria. Foi um retorno ao antigo Sacro Império Romano, a uma Alemanha onde a verdadeira civilização existia em um nível muito local, o do príncipe-bispado". 

Apesar do Sacro Império Romano não ter conseguido impedir a guerra com a França, o papel nominal do antigo império em trabalhar pela paz e formar uma espécie de hegemonia e parceria frouxa ofereceu uma alternativa tanto à monarquia absoluta universal do Império Francês de Napoleão quanto à república universal defendida pela França revolucionária e serviu de modelo para as constituições de organismos e organizações internacionais do futuro. 